# Church of South India

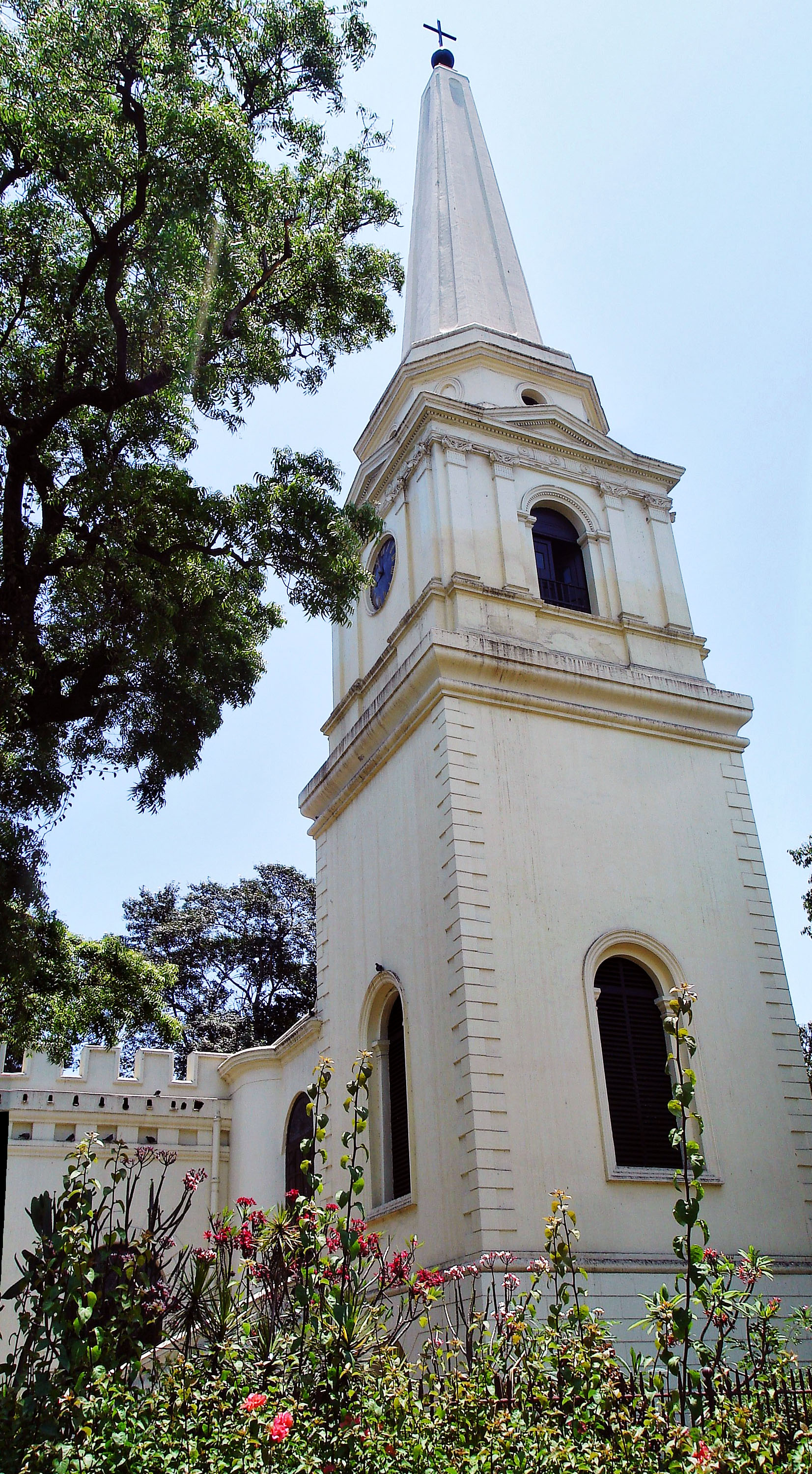
St. Mary's Church in Chennai

Die Church of South India (Kirche von Südindien, CSI) ist eine unierte Kirche und mit einer Mitgliedschaft von mehreren Millionen nach der römisch-katholischen Kirche die zweitgrößte christliche Kirche Indiens.
Die Church of South India umfasst den Südteil Indiens (Andhra Pradesh, Karnataka, Kerala, Tamil Nadu, Puducherry) sowie den Nordosten Sri Lankas. Der Rest Sri Lankas untersteht dagegen der Church of Ceylon. Ihr Sitz ist in Chennai (früher Madras), der Hauptstadt des Bundesstaates Tamil Nadu. 
Sie wurde 1947 durch die Vereinigung der anglikanischen, reformierten und methodistischen Kirchen Südindiens gegründet. Als weltweit erste Unionskirche, die bischöflich und nicht-bischöflich verfasste Kirchen einschloss, hat sie in der ökumenischen Bewegung besondere Beachtung gefunden und wurde zum Vorbild weiterer Kirchenunionen.

## Geschichte
Der Bildung der Kirche gingen langwierige Verhandlungen voraus. Bereits im Jahr 1901 hatten sich die vorwiegend aus der Missionsarbeit der Church of Scotland, der United Free Church of Scotland und der Basler Mission hervorgegangenen presbyterianischen Gemeinden Südindiens vereinigt; 1904 folgten die aus der Missionsarbeit der London Missionary Society und der American Board of Commissioners for Foreign Missions hervorgegangenen kongregationalistischen Gemeinden. Diese beiden Kirchen bildeten 1908 die South India United Church. 
Nach der der Weltmissionskonferenz von 1910 in Edinburgh wurde 1914 das National Missionary Council (der Vorläufer des National Council of Churches in India) als gemeinsames Forum gegründet. 1919 riefen der anglikanische Bischof Vedanayagam Samuel Azariah und Vedam Santiago von der South India United Church Vertreter ihrer Kirchen sowie der Methodisten und der Lutheraner zu einer Konferenz in Tranquebar zusammen, auf der die Möglichkeit einer Union ausgelotet werden sollte. Die Tamil Evangelical Lutheran Church entschied, sich nicht zu beteiligen, aber die drei anderen Kirchen führten ab 1920 offizielle Verhandlungen. Man konnte sich recht schnell auf das Lambeth-Quadrilateral als Ausgangspunkt einigen und weitgehende Übereinstimmung in den Glaubenslehren feststellen. Nur der vierte Punkt, das historische Bischofsamt, erforderte einen Ausgleich zwischen den verschiedenen Traditionen. Erst 1929 war ein scheme of union ausgearbeitet, der vorsah, dass ab der Vereinigung nur noch Ordinationen durch Bischöfe vorgenommen werden sollten, dass zugleich aber die nicht von Bischöfen ordinierten Amtsträger der Vorgängerkirchen als voll gleichberechtigt anerkannt werden sollten. In den folgenden Jahren wurden Detailfragen geklärt. Schließlich stimmten zwischen 1943 und 1946 die zuständigen Gremien der Wesleyan Methodist Church, der seit 1927 selbständigen Church of India, Burma and Ceylon und der South India United Church für den Unionsplan. 
Am 27. September 1947 fand in der St. George’s Cathedral in Madras (Chennai) der Gründungsakt statt. Die fünf anglikanischen Bischöfe von Südindien behielten ihre Ämter, standen aber nun verkleinerten Diözesen vor, da die neue Kirche aus vierzehn Diözesen bestehen sollte, so dass neun weitere Bischöfe geweiht wurden.
Mit der Church of Pakistan, der Church of North India (beide 1970 gegründet) und der Church of Bangladesh (1974 gegründet) folgten weitere Kirchen Südasiens dem Vorbild der CSI.

## Organisation
Die Church of South India vereinigt in sich (Stand 2022) 24 Diözesen, davon 21 in Indien und eine in Sri Lanka (Jaffna):
| Diözese                      | Sitz               | Bundesstaat/Provinz | Staat     | Bischof                           |
| ---------------------------- | ------------------ | ------------------- | --------- | --------------------------------- |
| Diözese Chennai (Madras)     | Chennai            | Tamil Nadu          | Indien    | George Stephen Jayaraj            |
| Diözese Cochin               | Shoranur           | Kerala              | Indien    | Baker Ninan Fenn                  |
| Diözese Coimbatore           | Coimbatore         | Tamil Nadu          | Indien    | Timothy Ravinder                  |
| Diözese Dornakal             | Dornakal           | Telangana           | Indien    | Padma Rao Kodirekka               |
| Diözese Jaffna               | Jaffna             | Nordprovinz         | Sri Lanka | Daniel Selvaratnam Thiagarajah    |
| Diözese Kanyakumari          | Nagercoil          | Tamil Nadu          | Indien    | Anantha Raj Rayappan Chelliah     |
| Diözese Karimnagar           | Karimnagar         | Telangana           | Indien    | Reuben Mark                       |
| Diözese Zentralkarnataka     | Bangalore          | Karnataka           | Indien    | Prasana Kumar Samuel              |
| Diözese Nordkarnataka        | Dharwad            | Karnataka           | Indien    | Martin C. Borgai                  |
| Diözese Südkarnataka         | Mangalore          | Karnataka           | Indien    | Dharmaraj Rasalam (kommissarisch) |
| Diözese Ostkerala            | Melukavumattom     | Kerala              | Indien    | V. S. Francis                     |
| Diözese Südkerala            | Thiruvananthapuram | Kerala              | Indien    | Dharmaraj Rasalam                 |
| Diözese Kollam-Kottarakara   | Kollam             | Kerala              | Indien    | Oommen George                     |
| Diözese Krishna-Godavari     | Machilipatnam      | Andhra Pradesh      | Indien    | George Cornelious                 |
| Diözese Madhya Kerala        | Kottayam           | Kerala              | Indien    | Sabu Koshy Cherian                |
| Diözese Madurai-Ramnad       | Madurai            | Tamil Nadu          | Indien    | Jeyasingh Prince Prabhakaran      |
| Diözese Malabar              | Calicut            | Kerala              | Indien    | Royce Manoj Kumar Victor          |
| Diözese Medak                | Secunderabad       | Telangana           | Indien    | Solomon Raj                       |
| Diözese Nandyal              | Nandyal            | Andhra Pradesh      | Indien    | Pushpa Lalitha                    |
| Diözese Rayalaseema          | Kadapa             | Andhra Pradesh      | Indien    | Peyyala Issac Vara Prasad         |
| Diözese Thoothukudi-Nazareth | Thoothukudi        | Tamil Nadu          | Indien    | Samuel Devasahayam                |
| Diözese Tirunelveli          | Tirunelveli        | Tamil Nadu          | Indien    | ARGST. Barnabas                   |
| Diözese Trichy-Tanjore       | Tiruchirappalli    | Tamil Nadu          | Indien    | D. Chandrasekaran                 |
| Diözese Vellore              | Vellore            | Tamil Nadu          | Indien    | Sharma Nithiyanandham             |

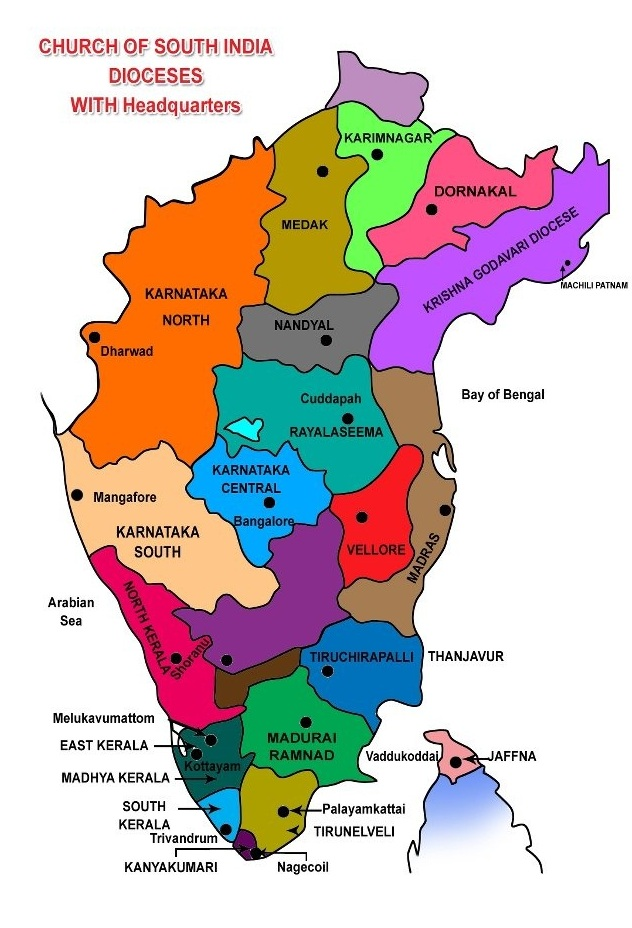
Diözesen der CSI (Stand 2013)

An ihrer Spitze steht einer der Diözesanbischöfe als Moderator der Synode, die das oberste Entscheidungsgremium der Kirche ist. Er fungiert zugleich als anglikanischer Primas. Derzeit (2022) ist es Dharmaraj Rasalam, der Bischof von Südkerala.
Seit 1960 werden Frauen zu Diakoninnen, seit 1982 zu Priesterinnen ordiniert. Als erste Bischöfin amtiert seit 2013 Pushpa Lalitha.

## Ökumenische Beziehungen
Die CSI gehört der Anglikanischen Gemeinschaft, dem Weltrat methodistischer Kirchen und der Weltgemeinschaft Reformierter Kirchen an. Ferner ist sie Mitglied im Ökumenischen Rat der Kirchen, im National Council of Churches in India
und in der Christian Conference of Asia.